# Фильмография Джулианны Мур

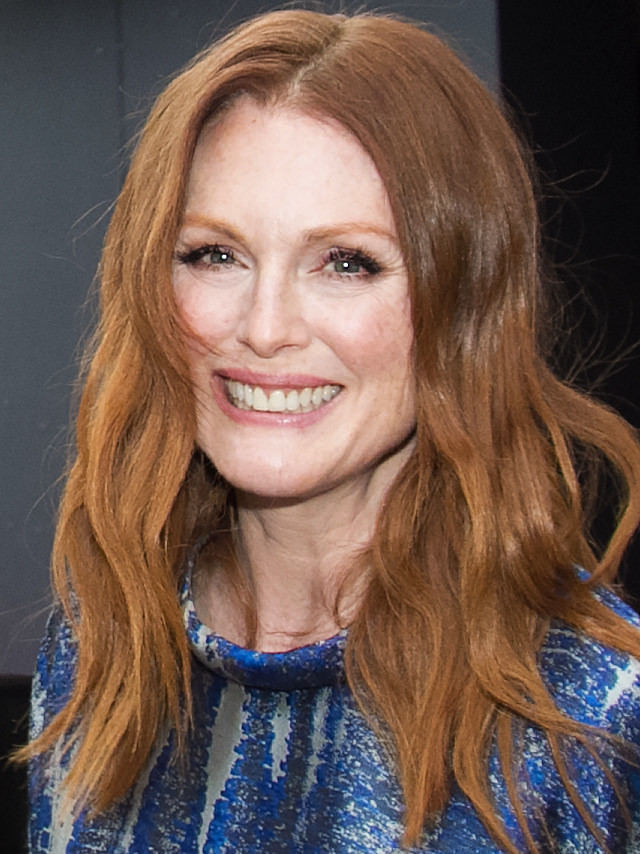
Джулианна Мур в 2014 году

Джулианна Мур (род. 1960) — американская актриса и писательница, также имеет некоторую известность как продюсер. Её карьера как актрисы началась в 1984 году — Мур снялась в телесериале «На пороге ночи», появившись сразу в восьми эпизодах в течение нескольких месяцев. Затем она продолжила разово появляться на телеэкранах, а в 1990 году состоялся дебют актрисы на широком экране: она снялась в небольшой роли в кинофильме «Сказки с тёмной стороны»; с тех пор она стала появляться на экранах регулярно, став очень востребованной и известной актрисой.
По состоянию на октябрь 2024 года в кинокопилке Мур более 110 работ, в том числе семь раз она выступила актрисой озвучивания, а в двух случая не была указана в титрах.
В 2004 году Мур впервые попробовала себя как продюсер: она выступила исполнительным продюсером к картине «Мэри и Брюс», затем забросила эту деятельность, но с 2018 года вновь занимается продюсированием — кинофильмы, телесериалы, подкасты, хотя особой известности на этом поприще не получила.
По состоянию на октябрь 2024 года Мур имеет 120 кинематографических наград (в том числе один «Оскар») и 204 номинации (в том числе на четыре «Оскара»).

## Актриса на широком экране
Кроме озвучивания
- 1990 — Сказки с тёмной стороны / Tales from the Darkside — Сьюзан Смит (в новелле «Номер 249»)
- 1992 — Рука, качающая колыбель / The Hand That Rocks the Cradle — Марлен Крейвен
- 1992 — Пистолет в сумочке Бетти Лу[англ.] / The Gun in Betty Lou's Handbag — Элинор
- 1993 — Тело как улика / Body of Evidence — Шэрон Дулани
- 1993 — Бенни и Джун / Benny & Joon — Рути
- 1993 — Беглец / The Fugitive — доктор Энн Истмен
- 1993 — Короткие истории / Short Cuts — Мэриан Уаймен
- 1994 — Ваня на 42-й улице / Vanya on 42nd Street — Елена
- 1995 — Безопасность / Safe — Кэрол
- 1995 — Соседи по комнате / Roommates — Бет
- 1995 — Девять месяцев / Nine Months — Ребекка Тейлор
- 1995 — Наёмные убийцы / Assassins — Электра
- 1996 — Прожить жизнь с Пикассо / Surviving Picasso — Дора Маар
- 1997 — Тени прошлого[англ.] / The Myth of Fingerprints — Миа
- 1997 — Парк юрского периода: Затерянный мир / The Lost World: Jurassic Park — доктор Сара Хардинг[англ.], этолог
- 1997 — Ночи в стиле буги / Boogie Nights — Эмбер Уэйвз
- 1997 — Адское такси[англ.] / Chicago Cab — обезумевшая женщина
- 1998 — Большой Лебовски / The Big Lebowski — Мод Лебовски: феминистка, авангардная художница
- 1998 — Психо / Psycho — Лайла Крейн[англ.]
- 1999 — Колесо фортуны / Cookie's Fortune — Кора Дюваль
- 1999 — Идеальный муж / An Ideal Husband — Лора Чивли
- 1999 — Карта мира[англ.] / A Map of the World — Тереза Коллинз
- 1999 — Конец романа / The End of the Affair — Сара Майлз
- 1999 — Магнолия / Magnolia — Линда Партридж
- 2000 — Дамский угодник / The Ladies Man — Одри
- 2000 — Не я / Not I — аудитор • Рот (к/м)
- 2001 — Ганнибал / Hannibal — Клариса Старлинг: специальный агент[англ.] ФБР, профилировшик
- 2001 — Эволюция / Evolution — Эллисон
- 2001 — Странник / The Journeyman — Дульси
- 2001 — Корабельные новости / The Shipping News — Уэйви Прауз
- 2002 — Вдали от рая / Far from Heaven — Кэти Уитакер
- 2002 — Часы / The Hours — Лора Браун
- 2004 — Мэри и Брюс[англ.] / Marie and Bruce — Мэри
- 2004 — Законы привлекательности / Laws of Attraction — Одри Вудс
- 2004 — Забытое / The Forgotten — Телли Парретта
- 2005 — Доверься мужчине / Trust the Man — Ребекка Поллак, актриса
- 2005 — Победительница / The Prize Winner of Defiance, Ohio — Эвелин Райан
- 2006 — Обратная сторона правды / Freedomland — Бренда Мартин
- 2006 — Дитя человеческое / Children of Men — Джулиан Тейлор, лидер террористической группы «Рыбы»
- 2007 — Пророк / Next — Кэлли Феррис
- 2007 — Дикая грация / Savage Grace — Барбара Дейли Бэкленд[англ.], светская львица
- 2007 — Меня там нет / I'm Not There — Элис Фабиан, певица
- 2008 — Слепота / Blindness — жена доктора
- 2009 — Частная жизнь Пиппы Ли / The Private Lives of Pippa Lee — Кэт, писательница-лесбиянка
- 2009 — Одинокий мужчина / A Single Man — Чарли
- 2009 — Хлоя / Chloe — Кэтрин Стюарт
- 2010 — Детки в порядке / The Kids Are All Right — Джулс
- 2010 — Электра Люкс / Elektra Luxx — Дева Мария
- 2010 — Убежище / Shelter — Кара Хардинг, психиатр
- 2011 — Эта дурацкая любовь / Crazy, Stupid, Love — Эмили
- 2012 — Быть Флинном / Being Flynn — Джоди Флинн
- 2012 — Развод в большом городе / What Maisie Knew — Сюзанна
- 2013 — Страсти Дон Жуана / Don Jon — Эстер
- 2013 — Учитель английского / The English Teacher — Линда Синклер
- 2013 — Телекинез / Carrie — Маргарет Уайт
- 2014 — Воздушный маршал / Non-Stop — Джен Саммерс
- 2014 — Звёздная карта / Maps to the Stars — Гавана Сегранд
- 2014 — Всё ещё Элис / Still Alice — Элис Хаулэнд
- 2014 — Голодные игры: Сойка-пересмешница. Часть 1 / The Hunger Games: Mockingjay – Part 1 — президент Альма Койн[англ.]
- 2014 — 9 поцелуев / 9 Kisses — женщина в клубе (к/м)[1]
- 2014 — Седьмой сын / Seventh Son — госпожа Малкин
- 2015 — План Мэгги / Maggie's Plan — Жоржетта
- 2015 — Всё, что у меня есть / Freeheld — Лорел Хестер
- 2015 — Голодные игры: Сойка-пересмешница. Часть 2 / The Hunger Games: Mockingjay – Part 2 — президент Альма Койн[англ.]
- 2017 — Мир, полный чудес / Wonderstruck — Лиллиан Мэйхью • Роуз Мэйхью в пожилом возрасте
- 2017 — Субурбикон / Suburbicon — Роуз • Маргарет
- 2017 — Kingsman: Золотое кольцо / Kingsman: The Golden Circle — Поппи Адамс
- 2018 — Глория Белл / Gloria Bell — Глория Белл
- 2018 — Бельканто / Bel Canto — Роксана Косс[2]
- 2019 — После свадьбы / After the Wedding — Тереза Янг
- 2019 — Невероятная[англ.] / The Staggering Girl — Франческа[3]
- 2020 — Глории / The Glorias — Глория Стайнем: феминистка, журналистка, социальная и политическая активистка
- 2021 — Женщина в окне / The Woman in the Window — Джейн Расселл 1 (Кэти)[4]
- 2021 — На одну ночь[англ.] / With/In — роль неизвестна (в новелле «Пересечение»)
- 2021 — Дорогой Эван Хансен / Dear Evan Hansen — Хейди Хансен
- 2022 — Когда ты закончишь спасать мир / When You Finish Saving the World — Эвелин
- 2023 — Аферисты / Sharper — Меделин
- 2023 — Май декабрь / May December — Грейси
- 2024 — Комната по соседству / La habitación de al lado[5] — Ингрид

В роли самой себя
- 1998 — Добро пожаловать в Голливуд[англ.] / Welcome to Hollywood[6]
- 2005 — Голые братья[англ.] / The Naked Brothers Band

## Актриса телевидения
Кроме озвучивания
- 1984 — На пороге ночи / The Edge of Night — Кармен Энглер (в 8 эпизодах)
- 1985 — Другой мир / Another World — стюардесса (в эпизоде #1.5250)[7]
- 1985—2010 — Как вращается мир / As the World Turns — Фрэнни Хьюз • Сабрина Хьюз (в 126 эпизодах)
- 1987 — Я покорю Манхэттен / I'll Take Manhattan — Индиа Уэст (в 2 эпизодах)
- 1989 — Деньги, власть, убийство / Money, Power, Murder — Пегги Линн Брэди (т/ф)
- 1990 — Страйкер[англ.] / B.L. Stryker — Тина (в эпизоде High Rise)
- 1991 — Последний, кто уйдет / The Last to Go — Марси (т/ф)
- 1991 — Бросив смертельный взгляд / Cast A Deadly Spell — Конни Стоун (т/ф)
- 2009—2013 — Студия 30 / 30 Rock — Нэнси Донован (в 6 эпизодах)
- 2012 — Игра изменилась / Game Change — Сара Пэйлин, политик
- 2016 — Сложные люди[англ.] / Difficult People — Сара Нуссбаум (в эпизоде High Alert)
- 2021 — История Лизи / Lisey's Story — Лизи Лэндон (в 8 эпизодах)
- 2024 — Мэри и Джордж / Mary & George — Мэри Вильерс, графиня (в 7 эпизодах)

В роли самой себя
- 2016 — Внутри Эми Шумер[англ.] / Inside Amy Schumer — комедийное скетч-шоу; в выпуске Brave
- 2017 — На ночь глядя / Nightcap — ситком; в эпизоде Single White Staci

## Актриса озвучивания
- 1997 — Chaos Island: The Lost World[англ.] — доктор Сара Хардинг[англ.], этолог (компьютерная игра)
- 2008 — На крючке / Eagle Eye — Ария (ARIIA), компьютер (к/ф; в титрах не указана)
- 2011 — Детский сад поэзии / A Child's Garden of Poetry — рассказчик за кадром (т/ф)
- 2013 — Счастливый час / Happy Hour — рассказчик за кадром (к/м фильм-тайна)
- 2021 — Спирит Непокорный[англ.] / Spirit Untamed — Кора Прескотт (полнометражный м/ф)

## Актриса «сразу-на-видео»
- 2007 — Ярмарка тщеславия: убийцы убивают, мертвецы умирают / Vanity Fair: Killers Kill, Dead Men Die — таинственная женщина[7] (к/м)
- 2014 — Телекинез: Удалённые и альтернативные сцены / Carrie: Deleted and Alternate Scenes — Маргарет Уайт[8]

## Видеоклипы
- 2017 — на песню Free Me[англ.] певицы Сиа — рассказчик за кадром (озвучивание)
- 2020 — на песню Actually Vote певицы Кеке Палмер — в роли самой себя

## Веб
- 2009 — Баллада о Джо-солдате[англ.] / The Ballad of G.I. Joe — Скарлетт[9]

## Продюсер
- 2004 — Мэри и Брюс[англ.] / Marie and Bruce — исполнительный продюсер
- 2018 — Глория Белл / Gloria Bell — исполнительный продюсер
- 2019 — После свадьбы / After the Wedding — продюсер
- 2021 — История Лизи / Lisey's Story — исполнительный продюсер (8 эпизодов)
- 2022—2023 — Дело 63[англ.] / Case 63 — исполнительный продюсер (20 эпизодов; подкаст)
- 2023 — Аферисты / Sharper — продюсер